# بتو (بازیکن فوتبال، زاده ۱۹۹۸)
نوربرتو برسیکه گومز بتونکال (زادهٔ ۳۱ ژانویهٔ ۱۹۹۸) بازیکن فوتبال اهل پرتغال است که در پست مهاجم برای باشگاه فوتبال اورتون بازی می‌کند.